# 医学遗传学国家重点实验室
医学遗传学国家重点实验室是一个国家重点实验室，科技部是实验室的宏观管理部门，教育部是实验室的行政主管部门，中南大学是实验室的依托单位。夏昆教授为实验室现任主任，张学敏教授为学术委员会主任。
依照中国科技部发布的2016年生物和医学领域国家重点实验室评估结果，医学遗传学国家重点实验室未通过评估，不再列入国家重点实验室序列。

## 附设机构
- 遗传学国家重点学科
- 医学细胞遗传学国家培训中心
- 中国遗传资源保藏中心
- 中国基因诊断与治疗研究中心
- 中南大学基因药物中心
- 中南大学生命科学学院遗传学系。
- 国家生命科学与技术人才培养基地——基因科学与技术产业化点[2]

## 研究方向
医学遗传学国家重点实验室的研究聚焦于鉴定神经变性疾病、精神疾病和智力障碍等人类多发、严重疾病的遗传学和表观遗传学基础，建立相应的细胞和动物模型、探索其病理机制、开发新的诊断和治疗方法。